# Rose Parenti
Rose Parenti (Missouri, 19 gennaio 1911 – Malibù, 17 settembre 1996) è stata un'attrice statunitense.

## Biografia
Attrice di teatro sin dai primi anni della giovinezza, in seguito alle persecuzioni razziali fu costretta ad abbandonare le scene. Fra gli anni venti e gli anni cinquanta fu spesso presente in film importanti in piccole parti. Poco attiva in televisione (è presente in alcuni episodi della serie televisiva Vita da strega ed è presenza fissa nello show The Jack Benny Program), lasciò il mondo dello spettacolo negli anni settanta.
La sua carriera esplose solamente negli anni della vecchiaia, quando apparve in film come Strega per un giorno (1989) di Larry Cohen, e La corsa più pazza del mondo 2 (1989) di Jim Drake. Interpretò il ruolo di Suor Alma in Sister Act - Una svitata in abito da suora (1992) di Emile Ardolino, e in Sister Act 2 - Più svitata che mai (1993) di Bill Duke.
Dopo anni di assidua attività nel teatro e nella televisione, morì a Malibù nel 1996 a 85 anni.

## Filmografia

### Cinema
- I dieci comandamenti (The Ten Commandments), regia di Cecil B. DeMille (1923)
- Viale del tramonto (Sunset Blvd.), regia di Billy Wilder (1950)
- Strega per un giorno (Wicked Stepmother), regia di Larry Cohen (1989)
- La corsa più pazza del mondo 2 (Speed Zone!), regia di Jim Drake (1989)
- Sister Act - Una svitata in abito da suora (Sister Act), regia di Emile Ardolino (1992)
- Sister Act 2 - Più svitata che mai (Sister Act 2: Back in the Habit), regia di Bill Duke (1993)
- Un giorno... per caso (One Fine Day), regia di Michael Hoffman (1996) - non accreditata

### Televisione
- The Jack Benny Program - serie TV, 4 episodi (1950-1965)
- Vita da strega (Bewitched) - serie TV, 3 episodi (1964-1972)